# NGC 3318
NGC 3318 في الفهرس العام الجديد، هي مجرة، تقع في كوكبة الشراع. اكتشفت في 2 مارس 1835 بواسطة جون هيرشل.

## روابط خارجية
- NGC 3318 على موقع ويكي سكاي: DSS2, SDSS, GALEX, IRAS, Hydrogen α, X-Ray, Astrophoto, Sky Map, Articles and images